# Puerto Cavinas
Puerto Cavinas (auch: Puerto Cavina) ist eine Ortschaft im Departamento Beni im Tiefland des südamerikanischen Anden-Staates Bolivien.

## Lage im Nahraum
Puerto Cavinas ist der zentrale Ort des Kanton Cavinas im Municipio Reyes in der Provinz Ballivián. Puerto Cavinas liegt auf einer Höhe von 305 m am rechten, östlichen Ufer des Río Beni, sieben Kilometer flussabwärts von der Mündung des Río Madidi.

## Geographie
Puerto Cavinas liegt im bolivianischen Teil des Amazonasbeckens östlich der Gebirgsketten des Landes in einem ganzjährig humiden Klima.
Die mittlere Durchschnittstemperatur der Region liegt bei 26 °C (siehe Klimadiagramm Rurrenabaque) und schwankt nur unwesentlich zwischen 23 °C im Juni und Juli und gut 27 °C von Oktober bis Dezember. Der Jahresniederschlag beträgt knapp 2000 mm, mit einer ausgeprägten Regenzeit von Dezember bis März mit 200–300 mm Monatsniederschlag und niedrigsten Monatswerten knapp unter 100 mm von Juli bis September.

## Geschichte
Puerto Cavinas war Missionsstation der Franziskaner, die das in dieser Gegend lebende indigene Volk der Cavineños missionierten.

## Verkehrsnetz
Puerto Cavinas liegt in einer Entfernung von 723 Straßenkilometern nordwestlich von Trinidad, der Hauptstadt des Departamentos.
Von Trinidad führt die weitgehend unbefestigte Nationalstraße Ruta 3 über 281 Kilometer in westlicher Richtung bis Yucumo, von dort die Ruta 8 in nördlicher Richtung 124 Kilometer über Rurrenabaque nach Reyes. Von dort aus führt die Ruta 8 weiter in nordöstlicher Richtung über Santa Rosa de Yacuma, El Triunfo, Santa Teresa del Yata und Comunidad Australia bis nach Riberalta und Guayaramerín an der brasilianischen Grenze.
Sechs Kilometer vor Comunidad Australia zweigt eine unbefestigte Landstraße nach Norden ab und führt auf weiteren 76 Kilometern bis Puerto Cavinas.

## Bevölkerung
Die Einwohnerzahl der Ortschaft ist in den vergangenen beiden Jahrzehnten drastisch zurückgegangen:
| Jahr | Einwohner | Quelle       |
| ---- | --------- | ------------ |
| 1992 | 356       | Volkszählung |
| 2001 | 305       | Volkszählung |
| 2012 | 112       | Volkszählung |
| 2024 |           | Volkszählung |